# Scopesis bicolor
Scopesis bicolor là một loài tò vò trong họ Ichneumonidae.